# Lo Bois
|  | Per a altres significats, vegeu «Lo Bois (Alta Viena)». |

Lo Bois (occità) o Buis-les-Baronnies (francès) és un municipi francès al departament de la Droma i a la regió d'Alvèrnia-Roine-Alps. L'any 2007 tenia 2.290 habitants.

## Demografia

### Població
El 2007 la població de fet de Buis-les-Baronnies era de 2.290 persones. Hi havia 1.003 famílies de les quals 385 eren unipersonals (160 homes vivint sols i 225 dones vivint soles), 323 parelles sense fills, 214 parelles amb fills i 81 famílies monoparentals amb fills.
La població ha evolucionat segons el següent gràfic:

### Habitatges
El 2007 hi havia 1.550 habitatges, 1.042 eren l'habitatge principal de la família, 378 eren segones residències i 130 estaven desocupats. 1.139 eren cases i 382 eren apartaments. Dels 1.042 habitatges principals, 634 estaven ocupats pels seus propietaris, 360 estaven llogats i ocupats pels llogaters i 48 estaven cedits a títol gratuït; 14 tenien una cambra, 118 en tenien dues, 254 en tenien tres, 309 en tenien quatre i 347 en tenien cinc o més. 657 habitatges disposaven pel capbaix d'una plaça de pàrquing. A 555 habitatges hi havia un automòbil i a 304 n'hi havia dos o més.

### Piràmide de població
La piràmide de població per edats i sexe el 2009 era:
| Homes | Edats   | Dones |
| ----- | ------- | ----- |
| 0     | 95 o +  | 16    |
| 8     | 90 a 94 | 44    |
| 24    | 85 a 89 | 60    |
| 32    | 80 a 84 | 48    |
| 64    | 75 a 79 | 88    |
| 64    | 70 a 74 | 80    |
| 56    | 65 a 69 | 48    |
| 92    | 60 a 64 | 76    |
| 28    | 55 a 59 | 56    |
| 72    | 50 a 54 | 72    |
| 96    | 45 a 49 | 52    |
| 88    | 40 a 44 | 60    |
| 72    | 35 a 39 | 92    |
| 40    | 30 a 34 | 56    |
| 72    | 25 a 29 | 52    |
| 28    | 20 a 24 | 36    |
| 80    | 15 a 19 | 76    |
| 48    | 10 a 14 | 80    |
| 68    | 5 a 9   | 48    |
| 48    | 0 a 4   | 32    |

## Economia
El 2007 la població en edat de treballar era de 1.281 persones, 851 eren actives i 430 eren inactives. De les 851 persones actives 729 estaven ocupades (377 homes i 352 dones) i 122 estaven aturades (68 homes i 54 dones). De les 430 persones inactives 190 estaven jubilades, 87 estaven estudiant i 153 estaven classificades com a «altres inactius».

### Ingressos
El 2009 a Buis-les-Baronnies hi havia 1.018 unitats fiscals que integraven 2.140 persones, la mediana anual d'ingressos fiscals per persona era de 15.503 €.

### Activitats econòmiques
Dels 221 establiments que hi havia el 2007, 2 eren d'empreses extractives, 7 d'empreses alimentàries, 1 d'una empresa de fabricació de material elèctric, 5 d'empreses de fabricació d'altres productes industrials, 27 d'empreses de construcció, 64 d'empreses de comerç i reparació d'automòbils, 9 d'empreses de transport, 28 d'empreses d'hostatgeria i restauració, 5 d'empreses d'informació i comunicació, 4 d'empreses financeres, 9 d'empreses immobiliàries, 20 d'empreses de serveis, 29 d'entitats de l'administració pública i 11 d'empreses classificades com a «altres activitats de serveis».
Dels 60 establiments de servei als particulars que hi havia el 2009, 1 era una oficina d'administració d'Hisenda pública, 1 gendarmeria, 1 oficina de correu, 3 oficines bancàries, 1 funerària, 8 tallers de reparació d'automòbils i de material agrícola, 1 taller d'inspecció tècnica de vehicles, 1 autoescola, 5 paletes, 8 guixaires pintors, 2 fusteries, 3 lampisteries, 2 electricistes, 1 empresa de construcció, 2 perruqueries, 1 veterinari, 14 restaurants, 4 agències immobiliàries i 1 saló de bellesa.
Dels 24 establiments comercials que hi havia el 2009, 2 eren supermercats, 2 botiges de menys de 120 m², 3 fleques, 3 carnisseries, 2 llibreries, 5 botigues de roba, 1 una botiga d'equipament de la llar, 1 una sabateria, 2 botigues d'electrodomèstics, 1 una botiga de material esportiu, 1 un drogueria i 1 una floristeria.
L'any 2000 a Buis-les-Baronnies hi havia 105 explotacions agrícoles que ocupaven un total de 312 hectàrees.

## Equipaments sanitaris i escolars
El 2009 hi havia 1 hospital de tractaments de curta durada, 1 hospital de tractaments de mitja durada (seguiment i rehabilitació), 1 un hospital de tractaments de llarga durada i 2 farmàcies.
El 2009 hi havia 1 escola maternal i 1 escola elemental. Buis-les-Baronnies disposava d'un col·legi d'educació secundària amb 224 alumnes.

## Poblacions properes
El següent diagrama mostra les poblacions més properes.